# Пусев, Родион Карпович
Родион Карпович Пусев (10 мая 1922, Погарский район — 27 ноября 1989) — советский хозяйственный, государственный и политический деятель, Герой Социалистического Труда. Участник Великой Отечественной войны. Член КПСС.

## Биография
Родился в 1922 году в деревне Мадеевка Стародубского уезда.
С 1937 года — на хозяйственной, общественной и политической работе. В 1937—1985 гг. — счетовод в Погарской машинно-тракторной станции, работник железнодорожной станции Раушта. Во времена Великой Отечественной — командир отделения конных посыльных 1013-го отдельного батальона связи. После демобилизации вернулся в родной Погарский район: работник Погарской МТС, председатель колхозов имени Калинина, и «Большевик».
Указом Президиума Верховного Совета СССР от 11 декабря 1973 года присвоено звание Героя Социалистического Труда с вручением ордена Ленина и золотой медали «Серп и Молот».
Умер в Брянске в 1989 году.